# Jan Van Cauwelaert
Jan Van Cauwelaert (Antwerpen, 12 april 1914 – Jette, 18 augustus 2016) was pater scheutist en bisschop in Belgisch-Congo en het latere Congo-Kinshasa.
Hij was de jongste zoon van politicus Frans Van Cauwelaert en studeerde onder meer wijsbegeerte aan de Katholieke Universiteit Leuven en theologie in het Missiehuis van Scheut.

## Congo
Jan Van Cauwelaert werd in 1939 tot priester gewijd  bij de Congregatie van het Onbevlekt Hart van Maria (C.I.C.M.). Van 1945 tot 1951 doceerde hij aan het seminarie van Kabwe in West-Kasaï wijsbegeerte (logica en metafysica), opvoedkunde en Nederlands. Nadien keerde hij voor een drietal jaar terug naar België en doceerde in het Waalse Néchin logica, metafysica en kosmologie.
Van Cauwelaert  werd in januari 1954 apostolisch vicaris van Inongo en op 25 maart 1954 werd hij door Jozef Van Roey in de Sint-Laurentiuskerk in Antwerpen tot bisschop gewijd, waarbij hij titelvoerend bisschop van Metropolis in Asia werd. In 1958 werd hij bisschop van Inongo. In 1967 trad hij af om te worden opgevolgd door de inlandse bisschop Léon Lesambo Ndamwize, en werd hij titelvoerend bisschop van Uccula.

## Na zijn ontslag
Na zijn ontslag werd Van Cauwelaert onder meer rector van het studiehuis van zijn congregatie in Rome. Hij werd ook vicevoorzitter van Pax Christi.
Sinds het overlijden van Bernard Joseph McLaughlin in januari 2015 was Van Cauwelaert de op een na oudste bisschop in de wereld. Hij verbleef in de rusthuizen van de paters van Scheut in Schilde en, de laatste maanden van zijn leven, in Zuun. In 2014 vierde hij niet alleen zijn honderdste verjaardag, maar ook de uitzonderlijke jubilea van 75 jaar priester en 60 jaar bisschop.
Aan de honderdste verjaardag van de missiebisschop werd een huldeboek gewijd - Missie vandaag. Opstellen voor de honderdste verjaardag van mgr. Jan Van Cauwelaert. (dat ook in het Frans verscheen). Van Cauwelaert vierde zijn honderdste verjaardag met een dankviering in de Sint-Laurentiuskerk in Antwerpen, voorgegaan door de Antwerpse bisschop Johan Bonny.
Van Cauwelaert overleed op 18 augustus 2016 op 102-jarige leeftijd. Hij werd begraven op de begraafplaats van het missiehuis in Schilde, na een uitvaartdienst in de kerk van Schilde, voorgegaan door mgr. Johan Bonny, bisschop van Antwerpen.
- Nederlandse Thesaurus van Auteursnamen: 073533939
- Virtual International Authority File: 289437167
- WorldCat: E39PBJfx9GmqkxW8vcWFQxVKVC